# حقل نفط الوفرة
حقل الوفرة النفطي هو حقل نفطي يقع في منطقة برقان. تم اكتشافه في عام 1984م وتم تطويرة من قبل شركة النفط الكويتية . يتم تشغيل حقل النفط وامتلاكه من قبل شركة شيفرون . حيث يبلغ إجمالي الاحتياطي المؤكد لحقل الوفرة النفطي حوالي 25 مليار برميل (3505× 106 طن)، حيث يتمركز الإنتاج عند 600,000 برميل لكل يوم (95,000 م3/ي) .

## الخلفية التاريخية
اكتشف عام 1984. وتشغله شركة شڤرون الأمريكية. يقع حقل الوفرة في مدينة الوفرة الكويتية، بالمنطقة المقسومة بين الكويت والسعودية. وهي منطقة صحراوية قليلة السكان. يقع الحقل على مسافة 30 ميل في الصحراء عن الخليج العربي محاذياً لطريق سريع يوازيه كابلات خطوط نقل كهرباء وتعبره أحياناً قطعان من الجمال، ووراء بوابات خاضعة للحراسة المشددة، تعمل مئات المضخات ومنصات الحفر من أكثر من 100 بئر. 45% من إنتاج الحفر يتم تصديره إلى الولايات المتحدة.
في مايو 2011 قررت السعودية والكويت التوسع في مشروع حقل الوفرة ببدء عمليات ضخ البخار في كامل الحقل، وربما يتعين عليهم حفر 19 ألف بئر واستخدام 3 آلاف عامل، وفي النهاية فإنهم يأملون في استخراج 6 مليارات برميل من النفط الخام.
وقال نائب رئيس شركة شڤرون جورج كيركلاند "أنه مشروع هائل يكلف مليارات الدولارات التي ستنفق على استثمارات تمتد ما بين 25 إلى 30 سنة مقبلة". ولم تفصح الشركة عن التكاليف الاجمالية للمشروع، غير أن الكويت كانت قدرت من قبل تكلفته بنحو 10 مليارات دولار على مدى 10 سنوات.
أعلنت السعودية والكويت في 26 مايو 2025م عن اكتشاف نفطي جديد في حقل «شمال الوفرة وارة - برقان» في المنطقة المقسومة بين البلدين. يقع الحقل على بعد 5 كيلومترات شمال حقل الوفرة، وبلغ معدل تدفق البترول في البئر (وارة برقان - 1) أكثر من 500 برميل يوميًا، مع درجة كثافة نوعية تتراوح بين 26 و27 API.
هذا الاكتشاف يعد أول ثمرة حقيقية منذ استئناف عمليات الإنتاج في المنطقة المقسومة والمنطقة المغمورة المحاذية لها منذ منتصف عام 2020م. يعزز هذا الاكتشاف من حضور السعودية والكويت كمصدرين موثوقين للطاقة عالميًا، ويعكس جودة الإنتاج وكفاءته.